# Võ học Đàng Ngoài thời Lê trung hưng

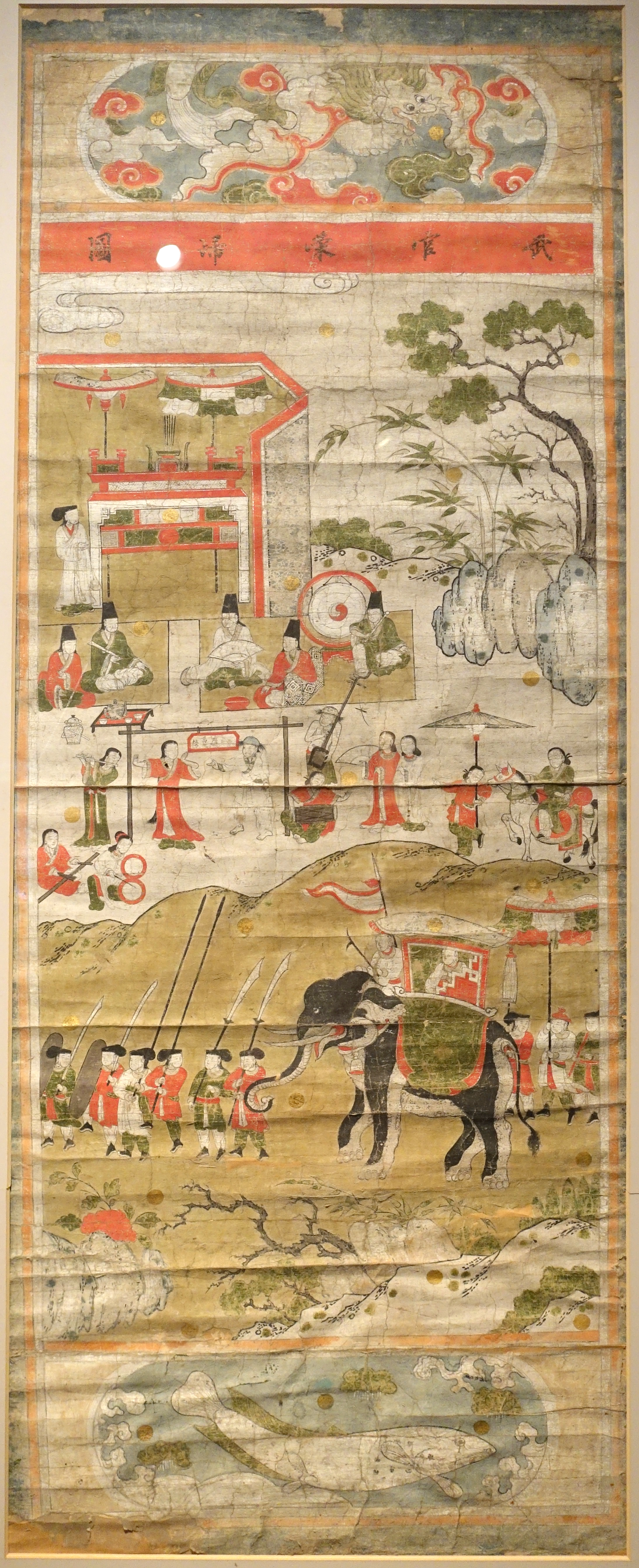
Võ quan vinh quy đồ (武官榮歸圖)

Võ học Đàng Ngoài thời Lê trung hưng phản ánh việc đào tạo và thi cử võ bị của chính quyền Lê-Trịnh trong lịch sử Việt Nam.

## Trước thế kỷ 18
Khoa cử Việt Nam thực hiện cơ bản theo các triều đại phong kiến Trung Quốc. Đối với nền võ học, Trung Quốc đã hình thành từ thời Võ Tắc Thiên, còn Võ học Việt Nam phát triển chậm hơn. Dù đào tạo võ đã hình thành từ các đời trước, việc đưa võ học phát triển khá hoàn bị thành những kỳ thi và danh hiệu chính thức thì chỉ bắt đầu từ thời chúa Trịnh Cương. Ông được xem là người hoàn thiện nền võ học thời phong kiến Việt Nam.
Từ thời Lý, việc đào tạo quân đội một cách có hệ thống đã được sử sách phản ánh. Từ đó qua thời Trần đến thời Lê sơ và thời Mạc, việc đào tạo quân lính vẫn được thực hiện, nhưng chỉ dừng lại ở luyện tập và thực hành như đánh võ, bắn cung, đánh khiên,… sang đầu thời Lê trung hưng thêm môn bắn súng. Việc học tập nâng cao trình độ lý thuyết quân sự và tổ chức thi cử chưa được áp dụng.

## Từ thời Trịnh Cương

### Quy chế thi võ học
Năm Bảo Thái thứ 2 (1721), chúa Trịnh Cương quyết định mở Võ học sử (trường Võ học) tại Thăng Long và đặt chức quan giáo thụ dạy võ học, chính thức khởi đầu cho sự nghiệp đào tạo võ học, và từ đây bắt đầu có các nhà khoa bảng võ nghiệp Đại Việt.
Sự kiện này mở đầu cho một thời kỳ nở rộ võ học chính quy của nước Đại Việt không chỉ có trình độ võ nghệ giỏi mà còn thông thạo võ kinh (lý thuyết quân sự) bài bản. Lần đầu tiên trong lịch sử Việt Nam chính thức công nhận và vinh danh các nhà khoa bảng võ học với danh xưng là Tạo sĩ (Tiến sĩ võ), nâng tầm võ nghiệp lên ngang hàng với văn nghiệp.
Theo lệnh của Trịnh Cương, đình thần định rõ nội dung học và phép thi võ gồm đủ các môn võ nghệ, luyện tập chiến lược trong võ kinh. Kỳ thi hàng tháng gọi là tiểu tập, kỳ thi mỗi quý gọi là đại tập. Các võ sinh qua được 12 kỳ thi tiểu tập và 4 kỳ đại tập sẽ được tuyển chính thức và được giáo thụ trực tiếp giảng dạy đề cử bổ dụng.
Để khuyến khích võ học, Trịnh Cương ra lệnh cho các binh sĩ được phép ứng thí như những thí sinh tự do khác. Năm 1723, triều đình cho mở khoa thi sơ cử và năm 1724 cho thi khoa Bác cử. Với việc định kỳ 3 năm mở một kỳ thi, võ học Việt Nam chính thức ra đời. Lệ thi 3 năm 1 lần, chia làm hai loại: Thi ở các trấn gọi là Sở cử vào các năm tý, ngọ, mão, dậu và thi ở kinh đô gọi là Bác cử vào các năm thìn, tuất, sửu, mùi. Khoa sở cử do chúa Trịnh tự mình xét duyệt và vua Lê tham dự.
Quy cách tổ chức thi rất quy củ, vào tuần đầu tháng 4, Bộ Binh khải lên chúa Trịnh xin chiếu lệ mở khoa thi, chúa Trịnh chuẩn khải và tháng 10 thi hành. Những người được chỉ định trông thi gồm:
- 1 võ quan làm đề hiệu
- 2 giám thứ
- 2 giám khảo
- 4 phúc khảo
- 4 đồng khảo

Số quan trông thi được lựa chọn từ 2 ban văn võ, các luật lệ trường thi tuân theo thể lệ thi Hương của ban văn.
Khoa thi võ học đầu tiên tổ chức tại nhà võ học ở trường Giảng Võ kinh thành Thăng Long. Mỗi khoa thi chia làm 3 trường. Trường thứ nhất hỏi 10 câu trong bộ Võ kinh thất hư, trường nhì thi võ nghệ, trường 3 thi văn sách, hỏi thao lược binh gia.
Người trúng tuyển trong cả ba trường trong các kỳ thi Sở cử gọi là Cống sĩ, đỗ thấp hơn gọi là Biền sinh; chỉ trúng 2 trường gọi là Sinh viên. Người trúng tuyển cả ba trường trong kỳ thi Bác cử gọi là Tạo sĩ, người chỉ trúng 2 trường gọi là Tạo toát. Học vị Tạo sĩ bên ban võ cũng như học vị tiến sĩ bên ban văn.

### Các khoa thi võ học thời Lê trung hưng
Các khoa thi võ học thời Lê trung hưng bắt đầu thời Lê Dụ Tông, kỳ cuối thời Lê Hiển Tông:
| TT | Đời vua       | Số khoa thi | Niên hiệu    | Năm  | Số người đỗ |
| -- | ------------- | ----------- | ------------ | ---- | ----------- |
| 1  | Lê Dụ Tông    | 2           | Bảo Thái 5   | 1724 | 11          |
| 2  | Lê Dụ Tông    |             | Bảo Thái 8   | 1727 | 5           |
| 3  | Lê Duy Phường | 1           | Vĩnh Khánh 3 | 1731 | 10          |
| 4  | Lê Thuần Tông | 1           | Long Đức 2   | 1734 | 11          |
| 5  | Lê Ý Tông     | 2           | Vĩnh Hựu 2   | 1737 | 3           |
| 6  | Lê Ý Tông     |             | Vĩnh Hựu 5   | 1740 | 5           |
| 7  | Lê Hiển Tông  | 13          | Cảnh Hưng 4  | 1743 | 5           |
| 8  | Lê Hiển Tông  |             | Cảnh Hưng 13 | 1752 | 7           |
| 9  | Lê Hiển Tông  |             | Cảnh Hưng 15 | 1754 | 6           |
| 10 | Lê Hiển Tông  |             | Cảnh Hưng 18 | 1757 | 16          |
| 11 | Lê Hiển Tông  |             | Cảnh Hưng 21 | 1760 | 8           |
| 12 | Lê Hiển Tông  |             | Cảnh Hưng 24 | 1763 | 11          |
| 13 | Lê Hiển Tông  |             | Cảnh Hưng 27 | 1766 | 7           |
| 14 | Lê Hiển Tông  |             | Cảnh Hưng 30 | 1769 | 11          |
| 15 | Lê Hiển Tông  |             | Cảnh Hưng 33 | 1772 | 23          |
| 16 | Lê Hiển Tông  |             | Cảnh Hưng 37 | 1776 | 21          |
| 17 | Lê Hiển Tông  |             | Cảnh Hưng 40 | 1779 | 5           |
| 18 | Lê Hiển Tông  |             | Cảnh Hưng 42 | 1781 | 7           |
| 19 | Lê Hiển Tông  |             | Cảnh Hưng 46 | 1785 | 28          |
|    | Tổng số       |             |              |      | 199         |

Tổng số thời Lê trung hưng đã tổ chức 19 kỳ thi võ học trong vòng 69 năm, lấy đỗ 199 tạo sĩ.